# Coppa di Francia 2019-2020 (hockey su pista)
La Coppa di Francia 2019-2020 è stata la 19ª edizione della principale coppa nazionale francese di hockey su pista riservata alle squadre di club. La competizione ha avuto luogo dal 19 ottobre 2019 e si è conclusa con la final four a Nantes dal 19 al 20 settembre 2020.
Il torneo è stato vinto dal Noisy-le-Grand per la prima volta nella sua storia superando in finale lo SCRA Saint-Omer.

## Risultati

### Primo turno
| Squadra 1        | Risultato | Squadra 2       |
| ---------------- | --------- | --------------- |
| 19 ottobre 2019  |           |                 |
| ASTA Nantes      | 2 - 8     | Saint-Sébastien |
| Dol-de-Bretagne  | 5 - 1     | Pacé            |
| Ergué-Gabéric    | 7 - 2     | Saint-Brieuc    |
| Plonéour-Lanvern | 2 - 3     | Quintin         |
| Saint-Évarzec    | 3 - 7     | Crehen          |
| Villejuif        | 5 - 3     | Tourcoing       |

### Secondo turno
| Squadra 1        | Risultato | Squadra 2            |
| ---------------- | --------- | -------------------- |
| 16 novembre 2019 |           |                      |
| Aix-les-Bains    | 3 - 1     | Gleizé en Beaujolais |
| Crehen           | 2 - 0     | Ergué-Gabéric        |
| Dol-de-Bretagne  | 9 - 4     | Quintin              |
| Drancy           | 6 - 8     | Roubaix              |
| Gazinet-Cestas   | 1 - 8     | Mérignac             |
| Gujan-Mestras    | 1 - 7     | Biarritz             |
| Saint-Sébastien  | 1 - 7     | Poiré Roller         |
| Villejuif        | 2 - 5     | Noisy-le-Grand       |
| Voiron           | 3 - 11    | Vaulx-en-Velin       |

### Ottavi di finale
| Squadra 1        | Risultato | Squadra 2       |
| ---------------- | --------- | --------------- |
| 21 dicembre 2019 |           |                 |
| Biarritz         | 0 - 5     | SCRA Saint-Omer |
| Coutras          | 2 - 5     | La Vendéenne    |
| Crehen           | 0 - 5     | Lione           |
| Dol-de-Bretagne  | 2 - 3     | Poiré Roller    |
| Mérignac         | 9 - 1     | Aix-les-Bains   |
| Nantes           | 4 - 2     | Ploufragan      |
| Noisy-le-Grand   | 6 - 3     | Quévert         |
| Roubaix          | 5 - 7     | Vaulx-en-Velin  |

### Quarti di finale
Le gare di andata vennero disputate il 1º febbraio e le gare di ritorno furono disputate il 29 febbraio 2020.
| Squadra 1    | Totale | Squadra 2       | Andata | Ritorno |
| ------------ | ------ | --------------- | ------ | ------- |
| La Vendéenne | 10 - 2 | Mérignac        | 5 - 0  | 5 - 2   |
| Lione        | 4 - 12 | SCRA Saint-Omer | 2 - 7  | 2 - 5   |
| Nantes       | 10 - 4 | Vaulx-en-Velin  | 4 - 3  | 6 - 1   |
| Poiré Roller | 6 - 8  | Noisy-le-Grand  | 3 - 5  | 3 - 3   |

### Final four

#### Semifinali
| Nantes 19 settembre 2020 | La Vendéenne | 6 – 8 | SCRA Saint-Omer | Salle du Croissant |

| Nantes 19 settembre 2020 | Nantes | 4 – 5 | Noisy-le-Grand | Salle du Croissant |

#### Finale
| Nantes 20 settembre 2020 | Noisy-le-Grand | 6 – 5 | SCRA Saint-Omer | Salle du Croissant |